# Leonhard Kass
Leonhard Kass (Tallinn, 22 ottobre 1911 – Tallinn, 23 novembre 1985) è stato un calciatore estone della Nazionale estone.

## Carriera

### Nazionale
Ha disputato 40 incontri con la propria nazionale, mettendo a segno 9 reti; con la sua nazionale ha messo in bacheca due Coppe del Baltico.

## Palmarès

### Nazionale
- Coppa del Baltico: 2

1931, 1938